# Izovaleril-KoA dehidrogenaza
Izovaleril-KoA dehidrogenaza (EC 1.3.8.4, izovaleril-koenzim A dehidrogenaza, izovaleroil-koenzim A dehidrogenaza, 3-metilbutanoil-KoA:(akceptor) oksidoreduktaza) je enzim sa sistematskim imenom 3-metilbutanoil-KoA:elektron-transfer flavoprotein oksidoreduktaza. Ovaj enzim katalizuje sledeću hemijsku reakciju:
izovaleril-KoA + elektron-transfer flavoprotein {\displaystyle \rightleftharpoons } 3-metilkrotonil-KoA + redukovani elektron-transfer flavoprotein
Ovaj enzim sadrži FAD kao prostetičku grupu. Pentanoat može da deluje kao donor.

## Literatura
- Nicholas C. Price; Lewis Stevens (1999). Fundamentals of Enzymology: The Cell and Molecular Biology of Catalytic Proteins (Third изд.). USA: Oxford University Press. ISBN 019850229X.
- Eric J. Toone (2006). Advances in Enzymology and Related Areas of Molecular Biology, Protein Evolution (Volume 75 изд.). Wiley-Interscience. ISBN 0471205036.
- Branden C; Tooze J. Introduction to Protein Structure. New York, NY: Garland Publishing. ISBN 0-8153-2305-0.
- Irwin H. Segel. Enzyme Kinetics: Behavior and Analysis of Rapid Equilibrium and Steady-State Enzyme Systems (Book 44 изд.). Wiley Classics Library. ISBN 0471303097.
- William P. Jencks (1987). Catalysis in Chemistry and Enzymology. Dover Publications. ISBN 0486654605.

## Spoljašnje veze
- Isovaleryl-CoA+dehydrogenase на 